# 雷角
66°36′S 66°27′W / 66.600°S 66.450°W
雷角（英語：Cape Rey）是南極洲的海岬，位於葛拉漢地西岸，由法國的探險隊發現，以該國海軍氣象學家命名，該海岬現時由南極條約體系管理。